# Al-Dimashqi
Al-Dimašqī oder Damašqī, mit vollem Namen Šamsu d-Dīn Abu Abdallah Mohammed bin Abī Tālib al-Anṣārī al-Ṣūfī (* 1256 in Damaskus; † 1327 in Safad) war ein mittelalterlicher syrischer Geograf.
Al-Dimašqī lebte während der Mongolenherrschaft und war Imam und Sheik von al-Rabwa bei Damaskus. Er war ein Zeitgenosse Abulfedas.
Sein Hauptwerk ist die Kosmografie kitāb nuḫbat ad-dahr fi ʿaǧaʾib al-barr wa-'l-baḥr (Das Beste der Zeit in den Wundern von Land und Meer), eine Beschreibung der Länder von China bis zur südlichen Schwarzmeerküste. Das Buch hat 9 Kapitel und enthält viele einzigartige historische, botanische, zoologische und mineralogische Angaben. Eine französische Übersetzung erschien 1874.
Weitere Schriften Al-Dimašqīs sind:
- al-maḳāmāt al-falsafiyya wa ʾl-tardjamāt al-sūfiyya (Philosophische Themen und sufistische Übersetzungen), eine Enzyklopädie mit physikalischen, mathematischen und theologischen Inhalten;

- djawab risalat ahl djazirat Kubrus (Reisebericht über die Bevölkerung der Insel Zypern), eine Apologetik des Islams;

- al-risala (al-siyasa) fi ʿilm al-firasa (Abhandlung [Anleitung] über die Physiognomie).